# John Runnström
John Axel Maurits Runnström, född 17 juni 1888 i Katarina församling i Stockholm, död 20 januari 1971 i Gustav Vasa församling i samma stad, var en svensk zoolog.

## Biografi
Runnström blev, efter att ha studerat och senare ha varit anställd som amanuens vid det bekanta oceanografiska institutet i Monaco, filosofie doktor vid Stockholms högskola 1914 och utnämndes samtidigt till docent i experimentell zoologi där. Från hösten 1914 fortsatte han sina biomekaniska forskningar på Bergens biologiska station, där han var amanuens till 1916. 1917 blev han tillförordnad lärare i experimentell zoologi vid Stockholms högskola och prosektor där 1918. Vid samma högskola var han 1932–1955 professor i experimentell zoologi och cellforskning.
Runnström publicerade inom den biomekaniska utvecklingslärans område ett antal arbeten, bland vilka märkas Untersuchungen über die Permeabilität des Seeigeleies für Farbstoffe (1911), Études sur la morphologie et la physiologie du développement de l’oursin (1914) och Analytische Studien über die Seeigelentwicklung (1915). 
Runnström var den förste som publicerade en sammanhängande framställning av Sveriges hjuldjursfauna (Beiträge zur Kenntnis der Rotatorienfauna Schwedens, 1909).
Runnström invaldes 1938 till ledamot av Vetenskapsakademien, blev 1941 ledamot av Ingenjörsvetenskapsakademien, 1944 ledamot av Vetenskapssocieteten i Uppsala och 1946 ledamot av Fysiografiska sällskapet i Lund samt Vetenskaps- och vitterhetssamhället i Göteborg.
John Runnström är gravsatt i Högalids kolumbarium i Stockholm. Han var bror till zoologen Sven Runnström och konstnären Carl-Herman Runnström.